# 中野達也
中野 達也（なかの たつや、1983年10月7日 - ）は、日本のアスレティックトレーナー、プロ野球コーチ。埼玉西武ライオンズのトレーニングコーチを務めていた。
JR東日本硬式野球部、TDK硬式野球部、桐蔭横浜大学硬式野球部、慶應義塾大学体育会野球部でコンディショニングコーチを務める。
2021年よりゴルフ界に進出。河本力、河本結のコンディショニングも務める。

## 経歴
波佐見高校では2001年の第83回全国高等学校野球選手権大会に出場。初戦の佐野日大戦に1対4で敗れた。西武入団前は三菱重工長崎硬式野球部のトレーナーサポートを務めていた。
アマチュア野球からプロへの輩出歴
- 田嶋大樹（オリックス・バファローズ）
- 板東湧梧（福岡ソフトバンクホークス）
- 太田龍（読売ジャイアンツ）
- 伊藤将司（阪神タイガース）
- 木澤尚文（東京ヤクルトスワローズ）
- 渡部健人（西武ライオンズ）
- 菊地大稀（読売ジャイアンツ）
- 小木田敦也（オリックス・バファローズ）

## 詳細情報

### 背番号
- 96（2012年 - 2016年）